# Golpe de Estado en Bolivia de 1839
El Golpe de Estado en Bolivia de 1839 o también denominada como la Revolución de Velasco en Tupiza de 1839 se refiere a una insurrección militar que se llevó a cabo el 9 de febrero de 1839 contra el gobierno del mariscal Andrés de Santa Cruz en la ciudad de Tupiza en la provincia de Sud Chichas del departamento de Potosí, Bolivia, y la cual estuvo liderada por el general José Miguel de Velasco (1795-1859). Los principales antecedentes para el origen de esta insurrección militar, surgieron luego de la estrepitosa caída de la Confederación Perú-Boliviana. Una vez que se supo las noticias sobre la desastrosa derrota confederada en la batalla de Yungay del 20 de enero de 1839, el general José Miguel de Velasco empezó a tomar contacto con otros personajes descontentos del gobierno del mariscal Andrés de Santa Cruz (1792-1865).

## Antecedentes
Según el historiador militar boliviano Julio Díaz Arguedas (1889-1980), menciona que durante la confederación Perú-Boliviana, el batallón de infantería N.°5 era conocido en esa época como los "Patrióticos de Chichas" y formaba parte en ese entonces del ejército del sur que se encontraba bajó las órdenes del mariscal alemán Otto Felipe Braun (1798-1868). Pero poco tiempo después, el general irlandés Francisco Burdett O'Connor (1791-1871) asumiría el mando de dicho ejército debido al nombramiento del mariscal Braun como ministro de defensa.
El general Francisco Burdett O'Connor elaboró su propio plan y lo expuso ante el mariscal Andrés de Santa Cruz, el cual consistía en que las tropas confederadas peruanas-bolivianas puedan invadir el territorio chileno desde la ciudad de Tupiza, pasando por la quebrada de Antofagasta, hasta llegar a Copiapó, con el objetivo de distraer la atención del ejército chileno hacia ese lado, ya que al estar invadido su territorio pues Chile se hubiera visto obligado a abandonar sus planes de una nueva posible invasión chilena a las costas peruanas, esto según el general O'Connor, sin embargo dicha sugerencia fue descartada por el propio mariscal Santa Cruz.
En consecuencia, estando muy enojado y resentido por el rechazo hacia sus planes pues el general Francisco Burdett O'Connor decidió fingir estar enfermo para posteriormente pedir su retirada del ejército por lo que fue reemplazado en su lugar por el general José Miguel de Velasco en noviembre de 1838, faltando solamente apenas dos meses antes de la batalla de Yungay que tuvo como fatal desenlace el final de la confederación Perú-Boliviana.

### Planes de conspiración de José Miguel de Velasco
Una vez que el mando del ejército del Sud recayera en manos del general José Miguel de Velasco pues éste aprovecho su cargo militar para comenzar a conspirar contra el gobierno del mariscal Andrés de Santa Cruz.  Según el historiador boliviano Alcides Arguedas Díaz (1879-1946)

"Estando José Miguel de Velasco en la jefatura de la guarnición del Sud, todavía sentido por su sustitución en la vicepresidencia por Mariano Enrique Calvo y al no haber recibido la gran cruz de la "Legíon de Honor" con la que fueron premiados los servicios de algunos jefes extranjeros como Ramón Herrera, Francisco Burdett O'Connor o el propio Otto Felipe Braun pues Velasco se distinguia en sus trabajos de zapa, porque sabía muy bien que una vez desapareciendo Santa Cruz de la escena pública y política, pues sería él mismo, el hombre llamado a suceder a Santa Cruz por sus derechos adquiridios en el año 1828."
Historiador boliviano Alces Arguedas 
(La Paz, Bolivia; 1923). 